# Filip Nepejchal
Filip Nepejchal (Kolín, 8 de julio de 1999) es un deportista checo que compite en tiro, en la modalidad de rifle.
Ganó una medalla de plata en el Campeonato Europeo de Tiro de 2019. En los Juegos Europeos de Minsk 2019 consiguió dos medallas de bronce, en la prueba de rifle 10 m, individual y mixto.

## Palmarés internacional
| Juegos Europeos    | Juegos Europeos     | Juegos Europeos   | Juegos Europeos         |
| Año                | Lugar               | Medalla           | Prueba                  |
| ------------------ | ------------------- | ----------------- | ----------------------- |
| 2019               | Minsk (Bielorrusia) | Medalla de bronce | Rifle 10 m              |
| 2019               | Minsk (Bielorrusia) | Medalla de bronce | Rifle 10 m mixto        |
| Campeonato Europeo |                     |                   |                         |
| Año                | Lugar               | Medalla           | Prueba                  |
| 2019               | Lonato (Italia)     | Medalla de plata  | Rifle 3 posiciones 50 m |